# Amauronematus stenogaster
Amauronematus stenogaster är en stekelart som först beskrevs av Förster 1854.  Amauronematus stenogaster ingår i släktet Amauronematus, och familjen bladsteklar. Arten är reproducerande i Sverige.